# Thor Delta L
Thor Delta L (bądź Delta L) – amerykańska rakieta nośna serii Delta. Od poprzednich konstrukcji wyróżnia się pierwszym stopniem Thor LT, wydłużoną wersją pocisku Thor oraz trzema dopalaczami Castor 2 w miejsce wcześniejszego modelu Castor 1. Startowała dwukrotnie. Jest podobna do rakiet Delta M oraz Delta N, wyróżnia się jedynie obecnością silnika FW-4D jako stopnia trzeciego.

## Starty
1. 27 sierpnia 1969, 21:59 GMT; s/n Delta 73; miejsce startu: Cape Canaveral Air Force Station (LC-17A), USA
Ładunek: Pioneer E, TETR 3; Uwagi: start nieudany – uszkodzony zawór hydrauliczny doprowadził do wycieku płynu i utraty sterowności silnika 1. stopnia w 220. sekundzie lotu, rakieta zniszczona zdalnie w 480. sekundzie.
2. 31 stycznia 1972, 17:20 GMT; s/n Delta 87; miejsce startu: Vandenberg Air Force Base (SLC-2E), USA
Ładunek: HEOS-2; Uwagi: start udany